# Human Protein Atlas
Der Human Protein Atlas (HPA) ist ein schwedisches Forschungsprojekt, das 2003 mit dem Ziel startete, alle menschlichen Proteine in Zellen, Geweben und Organen durch die Integration verschiedener Omik-Technologien abzubilden. Dazu gehören Antikörper-basierte Bildgebung, Massenspektrometrie-basierte Proteomik, Transkriptomik sowie systembiologische Ansätze. Alle Informationen in der Datenbank sind frei zugänglich. Seit Version 19 besteht der HPA aus sechs separaten Teilen, die sich jeweils auf einen bestimmten Aspekt der genom-weiten Analyse des menschlichen Proteoms konzentrieren: der Gewebeatlas zeigt die Verteilung der Proteine in Geweben und Organen an; der Zellatlas stellt die subzelluläre Lokalisation zu Organellen und vergleichbaren Strukturen in einzelnen Zellen dar; der Pathologieatlas gibt die Auswirkungen der Proteinexpression auf das Überleben von Patienten mit Krebs wieder; der Gehirnatlas zeigt die Proteinexpression in den verschiedenen Gehirnregionen; der Blutatlas hat seinen Schwerpunkt auf der Genexpression in Blutzellen; und schließlich der Metabolismus-Atlas, der die Stoffwechselwege in menschlichen Gewebe beschreibt. Das HPA-Projekt hat bereits zu mehr als tausend Veröffentlichungen auf dem Gebiet der Humanbiologie beigetragen und wurde am 25. Juli 2017 von der Organisation ELIXIR aufgrund seiner grundlegenden Bedeutung als eine europäische Kernressource ausgewählt. Das HPA-Konsortium wird von der Knut- und Alice-Wallenberg-Stiftung gefördert.

## Bestandteile des Human Protein Atlas
Der Human Protein Atlas besteht aus 6 Sub-Atlanten:
- Der Gewebeatlas enthält Informationen zu den Expressionsprofilen menschlicher Gene sowohl auf mRNA- als auch auf Proteinebene. Die Proteinexpressionsdaten werden aus Antikörper-basierten Proteinprofilen unter Verwendung von Immunhistochemie abgeleitet. Insgesamt wurden 76 verschiedene Zelltypen analysiert, die 44 gesunden menschlichen Gewebetypen entsprechen. Die Daten werden als Pathologie-basierte Annotation der Proteinexpressionslevel präsentiert. Alle zugrundeliegenden Bilder von immunhistochemisch-gefärbten Normalgeweben sind als hochauflösende Bilder im Gewebeatlas zugänglich.

- Der Zellatlas bietet hochauflösende Einblicke in die räumliche Verteilung von Proteinen in Zellen. Dafür werden Zellkultur-Zellen mit Antikörper-basierten Methoden gefärbt und anschließend werden Bilder mit Konfokalmikroskopie aufgenommen. Die Grundlage des Zellatlas bilden 64 Zelllinien, die die verschiedenen Organe und Gewebe des menschlichen Körpers repräsentieren. Von diesen Zelllinien wurde die mRNA-Expression aller menschlichen Gene durch Deep-RNA-Sequenzierung charakterisiert. Die subzelluläre Verteilung von Proteinen wird in einer Untergruppe der Zelllinien untersucht und in 32 verschiedene Organellen und feine Zellstrukturen klassifiziert.

- Der Pathologie-Atlas basiert auf der Analyse von 17 Hauptkrebstypen mit Daten von 8.000 Patienten. Darüber hinaus wird ein neues Konzept zur Darstellung von Patientenüberlebensdaten vorgestellt, der „Interactive Survival-Scatter-Plot“ genannt wird, und der Atlas umfasst mehr als 400.000 solcher Plots. Ein nationales Supercomputer-Zentrum wurde verwendet, um mehr als 2,5 Petabyte an öffentlich zugänglichen Daten des Cancer Genome Atlas (TCGA) zu analysieren, um damit mehr als 900.000 Überlebensdiagrammen zu erzeugen, die die Auswirkungen von RNA- und Proteinleveln auf das klinische Überleben beschreiben. Der Pathologie-Atlas enthält außerdem 5 Millionen pathologische Bilder, die vom Human Protein Atlas-Konsortium erstellt wurden.
- Der Gehirnatlas untersucht die Proteinexpression im Gehirn von Säugetieren durch Visualisierung und Integration von Daten aus drei Säugetierarten (Mensch, Schwein und Maus). Dazu werden Transkriptomik-Daten sowie Antikörper-basierte Färbungen verwendet, um das Proteom bis ins Detail einer einzelnen Zelle zu untersuchen.
- Der Blutatlas enthält RNA-Expressionsprofile für verschiedene Leukozyten (B- und T-Zellen, Monozyten, Granulozyten und dendritische Zellen). Insgesamt werden 18 Zelltypen abgedeckt, die durch Zellsortierung und anschließende RNA-Sequenzanalyse isoliert wurden.
- Der Metabolismus-Atlas ermöglicht zusammen mit dem Gewebeatlas die Erforschung der Proteinfunktion und der gewebespezifischen Genexpression im Kontext des menschlichen Stoffwechselnetzwerks.

## Geschichte
Das Human-Protein-Atlas-Programm startete in 2003 und wird von Beginn an durch die gemeinnützige Knut-und-Alice-Wallenberg Stiftung (KAW) gefördert. Der wichtigste Standort des Projekts ist die Königliche Technische Hochschule (KTH) in Stockholm. Die Grundlagen zu dem Programm wurden in den späten 1990er und frühen 2000er Jahren gelegt. Eine Pilotstudie untersuchte den Erfolg einer Affinitäts-Proteomik-Strategie, bei der Antikörpern gegen rekombinante humane Proteinfragmente verwendet wurden, um damit eine chromosomen-weite Proteincharakterisierung von Chromosom 21 durchzuführen.

## Forschung
Die Antikörper und Antigene, die im Rahmen des HPA Programms entstanden sind, werden in einer Vielzahl von Forschungsprojekten eingesetzt. Dabei wird ihr Nutzen im Hinblick auf mögliche Biomarker für verschiedene Krebserkrankungen untersucht.

## Kollaboration
Das HPA Programm nimmt und nahm an den folgenden neun EU Forschungsprojekten teil: ENGAGE, PROSPCTS, BIO_NMD, AFFINOMICS, CAGEKID, EURATRANS, ITFoM, DIRECT und PRIME.